# 森本陸斗
森本 陸斗 （もりもと りくと、2009年5月10日 - ）は、日本の子役。埼玉県出身。スターダストプロモーション制作3部所属。

## 来歴
サッカーと水泳が得意で、サッカーはかなりの腕前。2022年6月10日よりマネージャー管理のInstagram共同アカウントをもつが森本陸斗の共同アカウントでの投稿は2022年10月17日が最後、以後個人アカウントでの投稿となる。

## 人物
- 趣味：ゲーム、ドラマ・映画鑑賞
- 特技：短距離走、サッカー（小学1年生〜）、水泳（6歳〜）

## 出演
太字は主演、もしくは、メインキャラクター。

### テレビドラマ
- 最愛 第8話（2021年12月3日、TBS）[2]
- 駐在刑事SP 2022（2022年10月17日、テレビ東京） - 天野陽翔 役[3]
- エルピスー希望、あるいは災いー 第2話（2022年10月31日、関西テレビ・フジテレビ系）
- 階段下のゴッホ 第7話（2022年11月2日、TBS） - 平光也[注 3]（幼少期）役
- リバーサルオーケストラ 第2話（2023年1月18日、日本テレビ） - 庄司蒼[注 4]（幼少期）役[4]
- 忍者に結婚は難しい 第4話（2023年1月26日、フジテレビ） - 音無祐樹[注 5]（幼少期）役[5]

### 映画
- 劇場版からかい上手の高木さん 板垣陽介 役（2024年5月31日）TBS

### TV番組
- キスマイBUSAIKU!?（2022年4月14日、フジテレビ）[6]

### CM
- こども家庭庁/ヤングケアラー　こども家庭庁/ヤングケアラー『知って、わかって、ヤングケアラー』2024年10月〜[7]
- ドミノ・ピザ（2022年1月11日〜）
- SUBARU - 「SUBARU Your story with Episode24 /初恋」[8]

### PV
- Nissy / 西島隆弘 「I Need You」

### 雑誌
- 小学館「ちゃお」 1月号 まいた菜穂先生特集内、「大人はわかってくれない。」実写マンガ企画